# 阿里山肉刺蕨
阿里山肉刺蕨（学名：Nothoperanema squamisetum）为鱗毛蕨科肉刺蕨屬下的一个种。

## 扩展阅读
- 維基物種上的相關：阿里山肉刺蕨